# Virginie Efira
Virginie Efira (ur. 5 maja 1977 w Brukseli) – belgijska aktorka filmowa i telewizyjna, mieszkająca na stałe we Francji (obywatelstwo uzyskała w 2016). 
Siedmiokrotnie nominowana do nagrody Cezara za role w filmach: Victoria (2016), Niezatapialni (2018), Miłość niemożliwa (2018), Żegnajcie, głupcy (2020), Benedetta (2021), Pamiętać Paryż (2022), Tylko my dwoje (2023), dostała statuetkę za szóstym razem. Zasiadała w jury konkursu głównego na 78. MFF w Wenecji (2021).
Jej mężem od 2002 roku był belgijski aktor i komik Patrick Ridremont. Para żyła w separacji od 2005 i ostatecznie rozwiodła się w 2009. W 2013 r. Efira była zaręczona z francuskim reżyserem Mabroukiem El Mechrim, z którym ma córkę Ali (ur. 2013). Od 2018 aktorka jest w związku z młodszym od siebie o dekadę aktorem Nielsem Schneiderem z którym ma syna (ur. 2023).